# Revizija (pravo)
Revizija je u građanskom procesnom pravu izvanredni pravni lijek kojim nezadovoljna stranka može pobijati drugostupanjske presude i rješenja, u slučaju kada je drugostupanjskom odlukom okončan sudski postupak o čitavom ili o dijelu tužbenog zahtjeva (drugostupanjski sud, naime, može svojim rješenjem poništiti prvostupanjsku presudu ili rješenje i vratiti spis sudu na ponovno suđenje: u takvom slučaju sudski postupak još nije okončan). Revizijski sud je uvijek Vrhovni sud Republike Hrvatske.
Valja znati da drugostupanjske presude i rješenja postaju pravomoćna danom donošenja (čl. 333. Zakona o parničnom postupku); a nakon (u tipičnom slučaju) proteka paricijskog roka za dobrovoljno izvršenje - koji je u pravilu naveden u samoj presudi i koji teče od dana dostave rješenja stranci kojoj je sudskom odlukom nešto naloženo - postaju te građanskopravne odluke drugostupanjskih sudova (županijski sud, ili Visoki trgovački sud Republike Hrvatske) također i ovršne.
Međutim je strankama i protiv takvih pravomoćnih i ovršnih odluka dozvoljen priziv Vrhovnom sudu Republike Hrvatske, koji se u hrvatskom građanskom procesnom pravu naziva revizija.
Stranka može izjaviti reviziju u roku od 30 dana od dana dostave drugostupanjske presude (čl. 382. Zakona o parničnom postupku).
Za izjavljivanje revizije propisan je imovinski cenzus, te se ona može izjaviti protiv svih drugostupanjskih presuda županijskih sudova u predmetima gdje je vrijednost pravne stvari barem 200.000 kuna (čl. 382. Zakona o parničnom postupku; protiv odluka Visokog trgovačkog suda revizija je dozvoljena ako je vrijednost pravne stvari 500.000 kuna ili veća (čl. 497.a Zakona o parničnom postupku). U drugim zemljama usporedivih pravnih poredaka, postoje drugačiji cenzusi: 2008. godine je taj cenzus u Bosni i Hercegovini bio 15.000 KM, u Njemačkoj 20.000 EUR.
Iznimno se može podnijeti tzv. izvanredna revizija i protiv drugostupanjskih presuda kojima je okončan spor manje vrijednosti, ali samo ako bi revizijski sud povodom takve revizije odlučivao o pitanju važnom za osiguravanje jedinstvene primjene prava (čl. 385.a Zakona o parničnom postupku). Kod izvanredne revizije, revident mora Vrhovnom sudu RH postaviti barem jedno izričito pitanje o interpetaciji prava.
Također je - neovisno o imovinskom cenzusu - uvijek moguće podnijeti reviziju protiv odluka drugostupanjski sudova gdje je sud donosi odluku kojom okončava spor, ali drugačije valorizira dokaze u spisu od prvostupanjskog suda; kao i u slučajevima kada se radi utvrđivanja dokaza provede usmena rasprava pred drugostupanjskim sudom (što nije čest slučaj) - tako propisuje čl. 382. st. 1. toč. 3. Zakona o parničnom postupku.
Protiv drugostupanjskih rješenja u ovršnim stvarima (u takvim predmetima se ne donose presude) je dopuštena jedino izvanredna revizija. (čl. 12. Ovršnog zakona). U zemljišnoknjižnim i izvanparničnim predmetima revizija nije dopuštena - nego svaki županijski sud ujednačuje sudsku praksu u takvim stvarima na svojem vlastitom području, uz eventualno proučavanje sudske prakse drugih županijskih sudova.
Odluke Vrhovnog suda RH povodom revizija u građanskim predmetima najvažniji je izvor tzv. sudske prakse, koja nižim sudovima - a onda i pravnom sustavu u cjelini - pruža orijentir za interpretaciju zakona.

## Vanjske poveznice
- Zakon o parničnom postupku, urednički pročišćen tekst pristupljeno 5. prosinca 2014.
- "Sudska praksa"  Arhivirana inačica izvorne stranice od 13. studenoga 2012. (Wayback Machine), mrežni servis Vrhovnog suda Republike Hrvatske, pristupljeno 5. prosinca 2014.